# Imeria berndi
Imeria berndi är en stekelart som först beskrevs av Heinrich 1967.  Imeria berndi ingår i släktet Imeria och familjen brokparasitsteklar. Inga underarter finns listade i Catalogue of Life.